# Gnathonaroides pedalis
Gnathonaroides pedalis is een spinnensoort in de taxonomische indeling van de hangmatspinnen (Linyphiidae).
Het dier behoort tot het geslacht Gnathonaroides. De wetenschappelijke naam van de soort werd voor het eerst geldig gepubliceerd in 1923 door James Henry Emerton.